# グリーン・デジタル学科
グリーン・デジタル学科とは、とは、 大学の学科の一つ。主にグリーンデジタルに関する学術を取り扱う学科である。
2026年度以降から随時開設される予定である。

## 概要
グリーンデジタルとは、デジタル技術を活用して環境負荷を減らす取り組みや、環境に配慮したデジタル化を指している。
呼び方もグリーンデジタル、
デジタルグリーンもしくは
グリーンテクノロジー
などがある。
日経BPが2024年11月15日に発刊した調査レポート「グリーン・デジタル社会をつくる インフラ事業構築＆市場予測2025-2050」における市場予測を発表。理系人材の養成に向けての取り組みが急務となっている。
グリーントランスフォーメーション（GX）人材やデジタルトランスフォーメーション（DX）人材の育成を掲げる。情報化社会が急速に進展しデジタル技術を必要とするほか、企業や社会の発展のために脱炭素社会への取り組みは不可欠であり、グリーン・デジタル社会を促進するため、文部科学省も大学・高専機能強化支援事業をたちあげている。
グリーンデジタル社会の実現には、デジタル化の推進と環境対策との並行が求められ、取り組みとしては、デジタル化によるエネルギー需要の効率化や省CO2化、データセンターの国内立地や最適配置の推進、太陽光発電や洋上風力発電などのクリーンエネルギー開発、水素サプライチェーンなどの新インフラの整備、既存のインフラの社会変化への適応、国産木材の利活用や流通の促進、サプライチェーン全体のCO2データの可視化や脱炭素化に向けた活動、などが挙げられる。デジタル技術の活用に向けたワークショップや支援を行うことも想定する。

## 開設予定の大学
2026年度開設予定
- 大正大学情報科学部 - グリーンデジタル情報学科、デジタル文化財情報学科
- 白梅学園大学子ども学部 - デジタル・グリーン子ども学科
- 創価大学理工学部 - グリーンテクノロジー学科

2027年度開設予定
- 三条市立大学工学部 - グリーン・デジタル学科
- 新潟薬科大学応用生命科学部 - グリーン・デジタル学科
- 長崎総合科学大学先端グリーン・デジタル理工学部（仮称）
- 上智大学理工学部 - デジタルグリーンテクノロジー学科

なお、東北大学では、グリーン×デジタル産学共創大学院プログラムがある。
エコシステム、GX・DXの推進、グリーンビジネスと、文化財や自然遺産のデジタルアーカイブ（大正大）農・食・バイオ関連分野におけるDX化やGX化をリードする人材を育成（新潟薬科大）を掲げる。